# Cicindela campestris
La cicindela común o cicindela campestre (Cicindela campestris) es una especie de coleóptero de la familia Carabidae, subfamilia Cicindelinae. Tiene una longitud de 12 a 15 milímetros.
Es frecuente en los caminos de bosques, en los linderos y en las superficies arenosas. Comienza a volar en primavera pero no llega a cubrir grandes distancias por el aire. Al igual que sus parientes depredadores se alimenta de cualquier otro insecto.
Las larvas también son depredadoras. En las pendientes de barro y lodo practican un orificio de varios centímetros en cuya entrada esperan a sus presas. Su área de distribución abarca toda Europa, Siberia y norte de África.

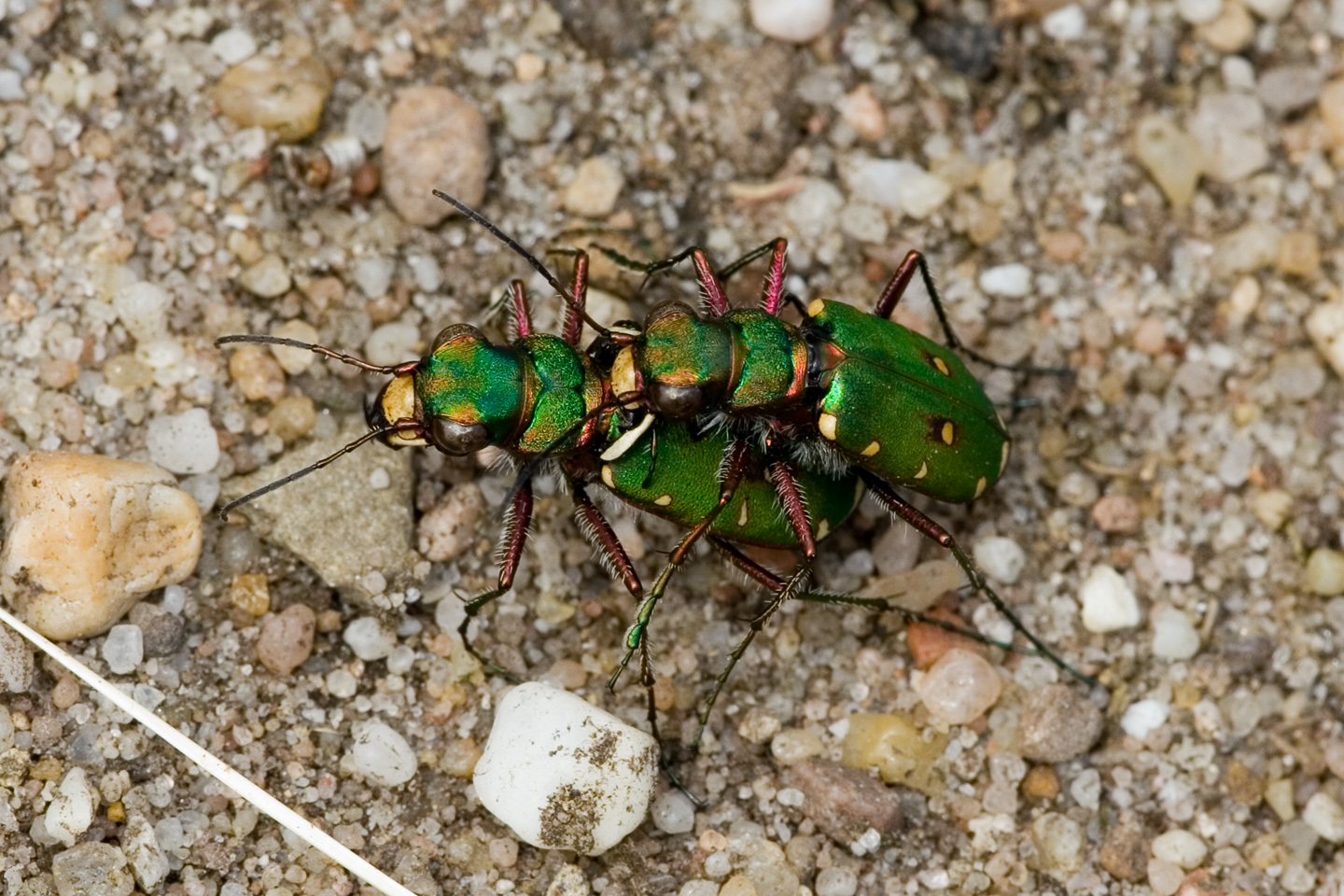
Apareamiento de C. campestris
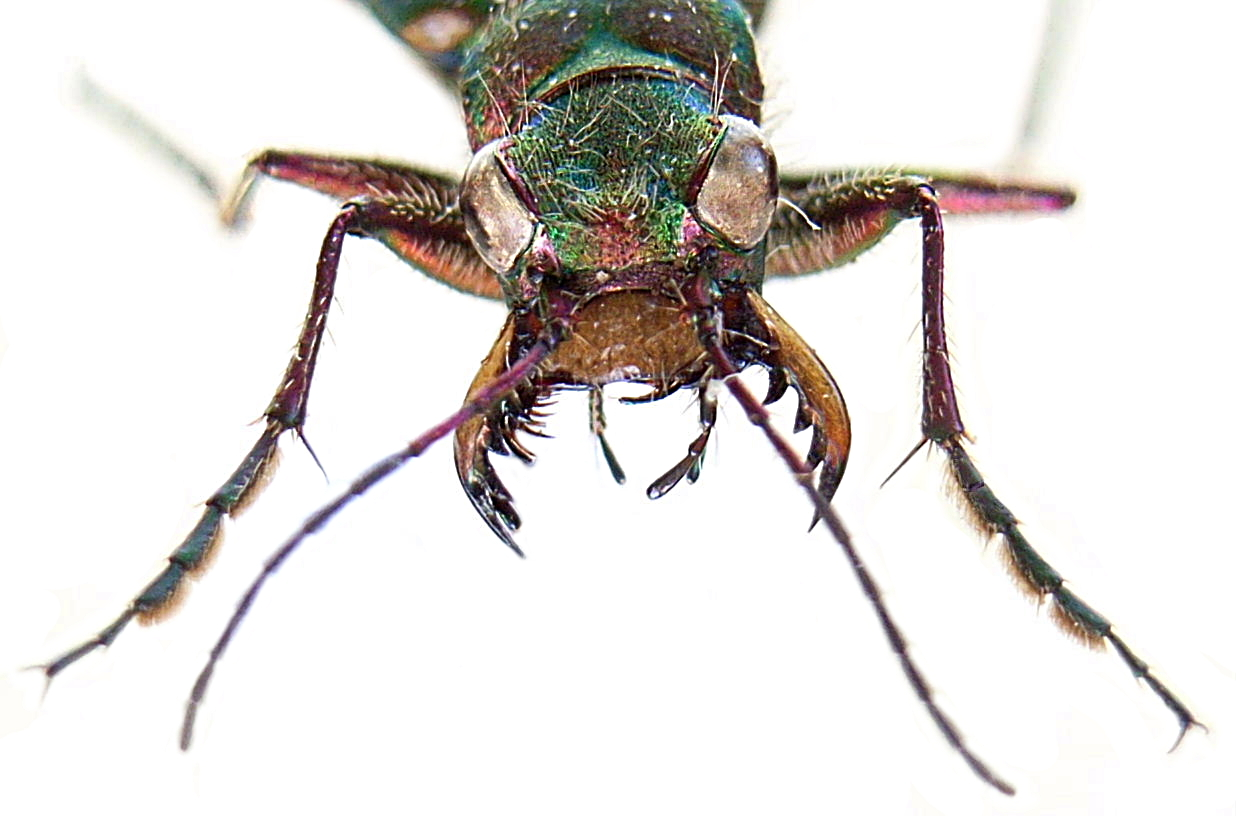
Mandíbulas de C. campestris

## Subespecies
La especie se divide en varias subespecies: 
- Cicindela campestris atlantis Mandl, 1944
- Cicindela campestris balearica Sydow, 1934
- Cicindela campestris cyprensis Hlisnikowsky, 1929
- Cicindela campestris nigrita Dejean, 1825
- Cicindela campestris olivieria Brullé, 1832
- Cicindela campestris palustris Motschulsky, 1840
- Cicindela campestris pontica Fischer von Waldheim, 1825
- Cicindela campestris saphyrina Gené, 1836
- Cicindela campestris siculorum Schilder, 1953
- Cicindela campestris suffriani Loew, 1943
- Cicindela campestris calabrica Mandl, 1944